# Medición del contenido de humedad

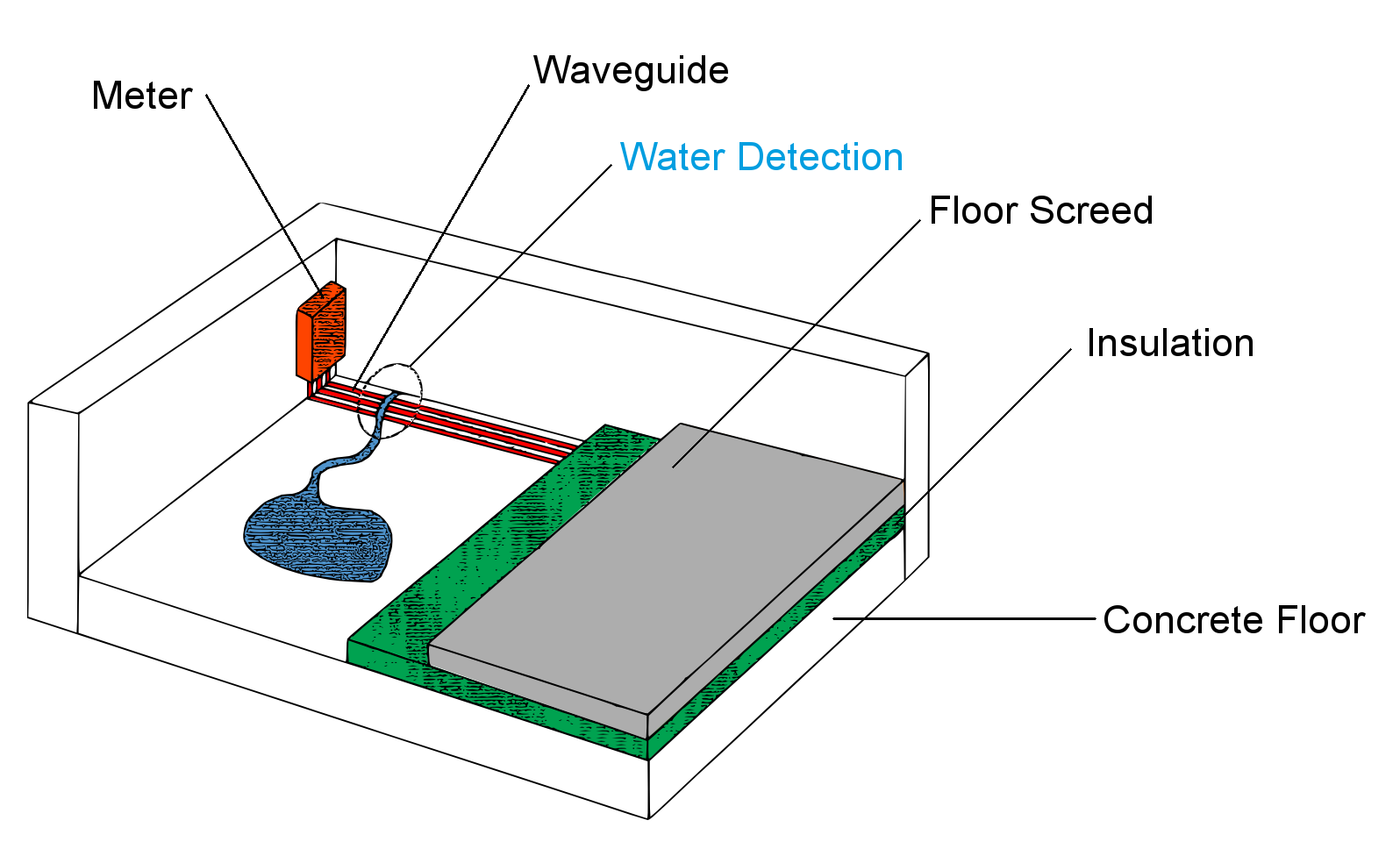
Detección de humedad en los edificios mediante el análisis del perfil.

Para la medición del contenido de humedad se utiliza la reflectometría de dominio de tiempo (Time Domain Reflectometry, TDR) con sensores introducidos en el suelo a ensayar.
El análisis de ondas estándar se puede utilizar de forma manual (instrumentos manuales) o automáticamente para el control del contenido de humedad en varios ámbitos, como hidrología, agricultura y construcción.
La medición de la humedad del suelo por lo general implica la inserción de un sensor en el suelo a ensayar y luego aplicar ya sea un Análisis estándar de forma de onda (Standard Waveform Analysis) para determinar el contenido medio de humedad a lo largo del  sensor o bien un Análisis del perfil (Profile Analysis) que proporciona el contenido de humedad en puntos discretos a lo largo del sensor. Una medición espacial puede lograrse mediante la instalación apropiada de varios sensores.

## Principio

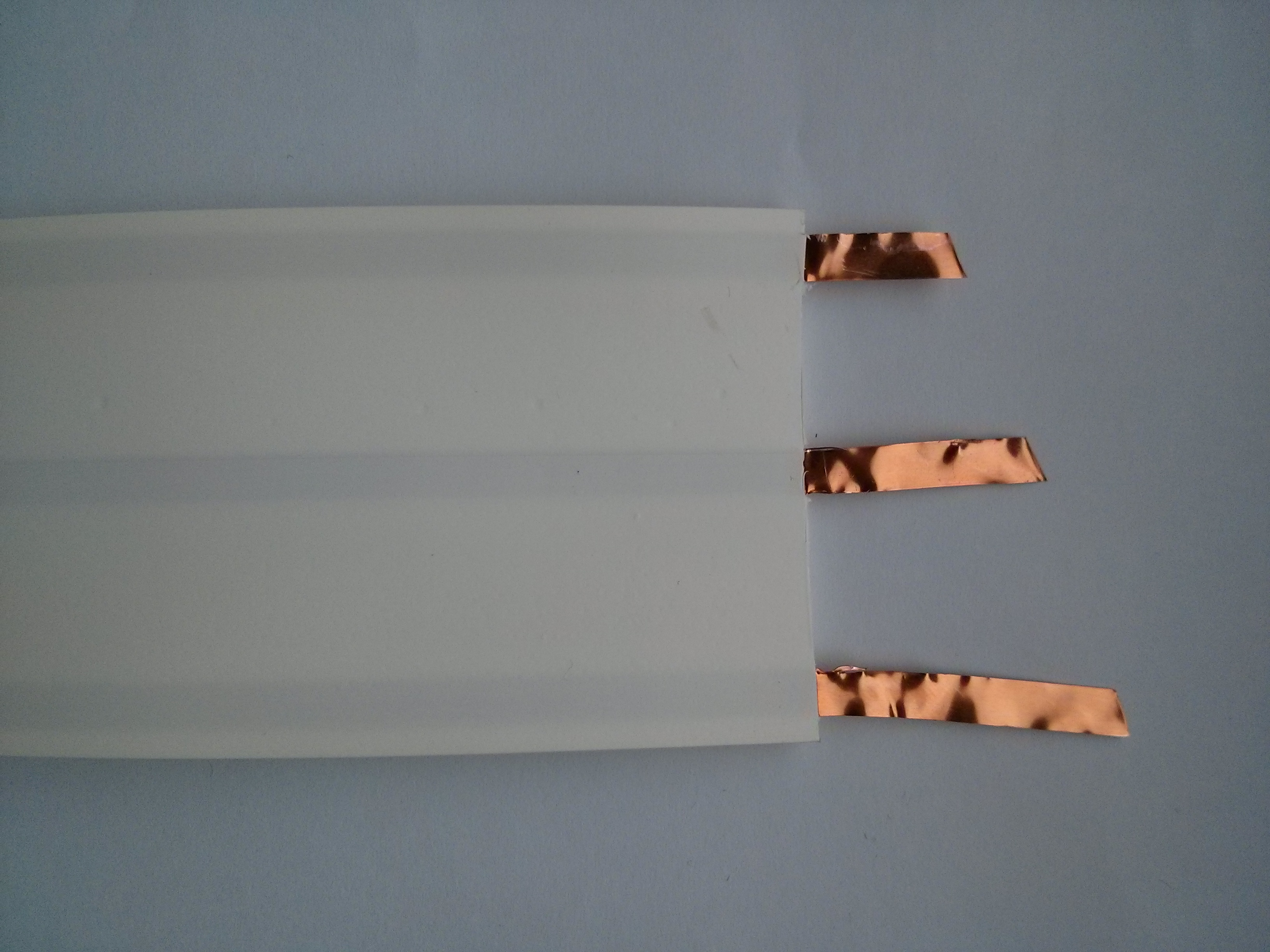
Una guía de ondas TDR con cables expuestos.

Su nombre viene del inglés Time Domain Reflectometry (TDR) y se basa en la medida del retraso (eco) de una señal eléctrica enviada a través de un material con agua. La técnica se basa en el principio mediante el cual una onda emitida sufrirá una reflexión cada vez que se encuentre ante un cambio de medio, y es el mismo principio mediante el cual funcionan los equipos reflectómetros de dominio de tiempo.
La precisión de las técnicas TDR depende del tipo de suelo, aunque son perfectamente válidas en la agricultura, son de más difícil aplicación en desiertos o zonas de escasa precipitación o gran salinidad. Para estos casos se emplea la sonda de neutrones, más exacta pero que necesita de especialistas en manejo de material radiactivo. Numerosas aplicaciones emplean técnicas TDR para la monitorización de humedad, no solamente en suelos sino también en muros de hormigón, cosechas, etcétera.